# Комишино (Катайський район)
Коми́шино (рос. Камышино) — присілок у складі Катайського району Курганської області, Росія. Входить до складу Верхньотеченської сільської ради.
Населення — 58 осіб (2010, 101 у 2002).
Національний склад станом на 2002 рік: росіяни — 95 %.